# Black Prince (A43)
Black Prince (A43) – ciężki czołg piechoty konstrukcji brytyjskiej z okresu II wojny światowej.

## Historia
Podczas prac nad czołgiem Challenger (A30) okazało się, że nie mogą one zostać szybko wprowadzone do seryjnej produkcji. Producent czołgów Churchill (A22), zakłady Vauxhall, zaproponował budowę czołgu z wieżą od A30. Nowe wozy nazywano Super Churchill, a potem Black Prince. Zamówiono sześć prototypów. Pierwszy był gotów w maju 1945, zbyt późno, aby mógł  wziąć  udział w walce. Po zakończeniu prób uznano, że do produkcji wejdzie bardziej perspektywiczny Centurion (A41).

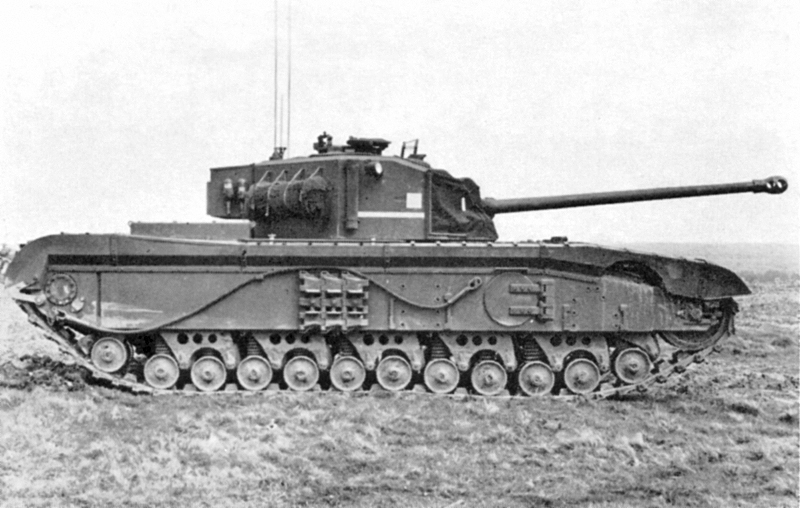
Czołg Black Prince – widok z boku